# کالج ویلیام جول
کالج ویلیام جول (به انگلیسی: William Jewell College) یک منطقهٔ مسکونی در ایالات متحده آمریکا است که در میزوری واقع شده‌است.